# Алльберг, Эмануэль
Стиг Пер Эмануэ́ль (Ма́нне) А́лльберг (швед. Stig Per Emanuel "Manne" Allberg; род. 12 ноября 1985, Сундсвалль) — шведский кёрлингист.
В составе мужской сборной команды Швеции участник чемпионата мира 2006. Двукратный серебряный призёр чемпионата Швеции среди мужчин, пятикратный серебряный призёр чемпионата мира среди юниоров, шестикратный чемпион Швеции среди юниоров.
Играет на позициях первого и второго.

## Достижения
- Чемпионат Швеции по кёрлингу среди мужчин: серебро (2005, 2008)
- Чемпионат мира по кёрлингу среди юниоров: серебро (2002, 2003, 2005, 2006, 2007).
- Чемпионат Швеции по кёрлингу среди юниоров: золото (2001, 2002, 2003, 2005, 2006, 2007), серебро (2004).

## Команды
| Сезон                                          | Четвёртый        | Третий                 | Второй             | Первый            | Запасной                                                              | Турниры                                 |
| ---------------------------------------------- | ---------------- | ---------------------- | ------------------ | ----------------- | --------------------------------------------------------------------- | --------------------------------------- |
| 1996—97                                        | Эрик Карлсен     | Carl-Axel Dahlin       | Нильс Карлсен      | Эмануэль Алльберг |                                                                       |                                         |
| 1997—98                                        | Эрик Карлсен     | Carl-Axel Dahlin       | Нильс Карлсен      | Эмануэль Алльберг |                                                                       |                                         |
| 1998—99                                        | Эрик Карлсен     | Carl-Axel Dahlin       | Нильс Карлсен      | Эмануэль Алльберг |                                                                       |                                         |
| 1999—00                                        | Эрик Карлсен     | Carl-Axel Dahlin       | Нильс Карлсен      | Эмануэль Алльберг |                                                                       |                                         |
| 2000—01                                        | Эрик Карлсен     | Carl-Axel Dahlin       | Нильс Карлсен      | Эмануэль Алльберг |                                                                       | ЧШЮ 2001                                |
| 2000—01                                        | Carl-Axel Dahlin | Эрик Карлсен           | Эмануэль Алльберг  | Нильс Карлсен     | David Kallin тренер: Dan Carlsén                                      | ЧМЮ 2001 (5 место)                      |
| 2001—02                                        | Эрик Карлсен     | Carl-Axel Dahlin       | Нильс Карлсен      | Эмануэль Алльберг |                                                                       | ЧШЮ 2002                                |
| 2001—02                                        | Carl-Axel Dahlin | Эрик Карлсен           | Нильс Карлсен      | Эмануэль Алльберг | Даниэль Тенн тренер: Ян Страндлунд                                    | ЧМЮ 2002                                |
| 2002—03                                        | Эрик Карлсен     | Carl-Axel Dahlin       | Нильс Карлсен      | Эмануэль Алльберг |                                                                       | ЧШЮ 2003                                |
| 2002—03                                        | Carl-Axel Dahlin | Эрик Карлсен           | Нильс Карлсен      | Эмануэль Алльберг | Даниэль Тенн тренер: Микаэль Хассельборг                              | ЧМЮ 2003                                |
| 2003—04                                        | Нильс Карлсен    | Себастьян Краупп       | Маркус Хассельборг | Манне Алльберг    |                                                                       | ЧШЮ 2004                                |
| 2004—05                                        | Нильс Карлсен    | Себастьян Краупп       | Маркус Хассельборг | Манне Алльберг    | Никлас Эдин                                                           | ЧШЮ 2005 · ЧМЮ 2005 · ЧШМ 2005          |
| 2005—06                                        | Нильс Карлсен    | Никлас Эдин            | Маркус Хассельборг | Манне Алльберг    | Фредрик Линдберг (ЧМЮ), Даниэль Тенн (ЧМ) тренер: Микаэль Хассельборг | ЧШЮ 2006 · ЧМЮ 2006 · ЧМ 2006 (5 место) |
| 2006—07                                        | Нильс Карлсен    | Никлас Эдин            | Маркус Хассельборг | Манне Алльберг    | Кристиан Линдстрём                                                    |                                         |
| 2006—07                                        | Никлас Эдин      | Маркус Хассельборг     | Манне Алльберг     | Фредрик Линдберг  | Кристиан Линдстрём                                                    | ЧШЮ 2007 · ЧМЮ 2007                     |
| 2007—08                                        | Нильс Карлсен    | Никлас Эдин            | Маркус Хассельборг | Манне Алльберг    |                                                                       | ЧШМ 2008                                |
| Кёрлинг среди смешанных команд (mixed curling) |                  |                        |                    |                   |                                                                       |                                         |
| 2016—17                                        | Нильс Карлсен    | Lisa Löfskog Södergren | Эмануэль Алльберг  | Jenny Wall        | Anders Hammarström тренер: Anders Hammarström                         | ЧШСК 2017 (9 место)                     |

(скипы выделены полужирным шрифтом)